# Rhododendron polylepis
Espèce
Classification phylogénétique
Statut de conservation UICN

 LC  : Préoccupation mineure
Rhododendron polylepis est une espèce d’arbuste de la famille des Ericaceae, originaire de Chine, couverte d'écailles de différentes tailles.

## Étymologie et histoire de la nomenclature
Le nom de genre Rhododendron (créé par Linné en 1753) vient du grec ancien ῥoδόδενδρον rhododendron « arbre à roses », composé de ῥόδον, rhodon « rose » et δένδρον, dendron « arbre ». Remarquons que le terme existait depuis 1518 en latin des botanistes, emprunté au latin rhododendron « laurier-rose » (Pline, H.N., 16, 79 etc.), lui-même repris au grec ῥoδόδενδρον  rhododendron de même sens.
L’épithète spécifique polylepis est dérivée du grec ancien πολύ poly signifiant « beaucoup » et  λεπίς lepis signifiant « écaille (de poisson) », en référence aux écaillesde différentes tailles qui couvrent les divers organes de la plante.

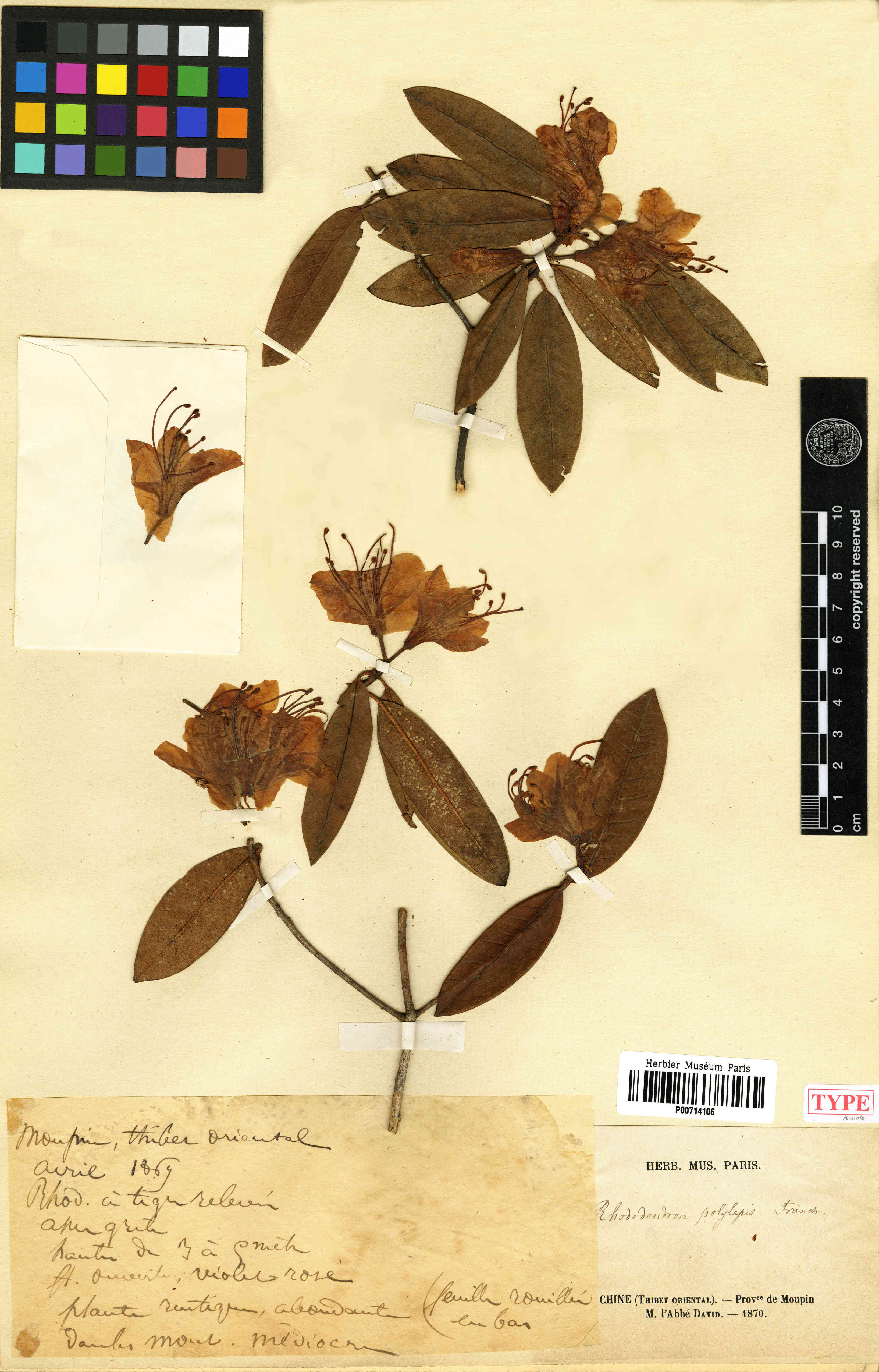
Rhododendron polylepsis, découvert par le père David à Moupin au Tibet oriental

Cette nouvelle espèce de Rhododendron a été découverte en avril 1869 par le missionnaire botaniste Armand David, à Moupin au Tibet oriental (actuellement Baoxing au Sichuan en Chine) dans les montagnes à l’ouest de Chengdu. Le père David note en bas de sa planche d’herbier « Feuilles rouillées en bas. Fleurs violet-rose, arbuste grêle de 2 à 4 m droit, très rustique. Abondant dans tous les bois ». De cette région de montagne à la flore et la faune encore préservées, le père David a envoyé au Muséum 676 spécimens de nouvelles espèces de plantes, 441 d'oiseaux, 145 de mammifères dont le Panda géant. 
Le botaniste du Muséum Adrien Franchet, spécialiste de la flore d’Asie orientale, en donna la description dans le Bulletin de la Société Botanique de France 33: 232, 1886.
Le nom vernaculaire chinois est 多鳞杜鹃 duo lin dujuan, un calque du nom latin.

## Synonyme
- Rhododendron harrovianum Hemsley.

## Description

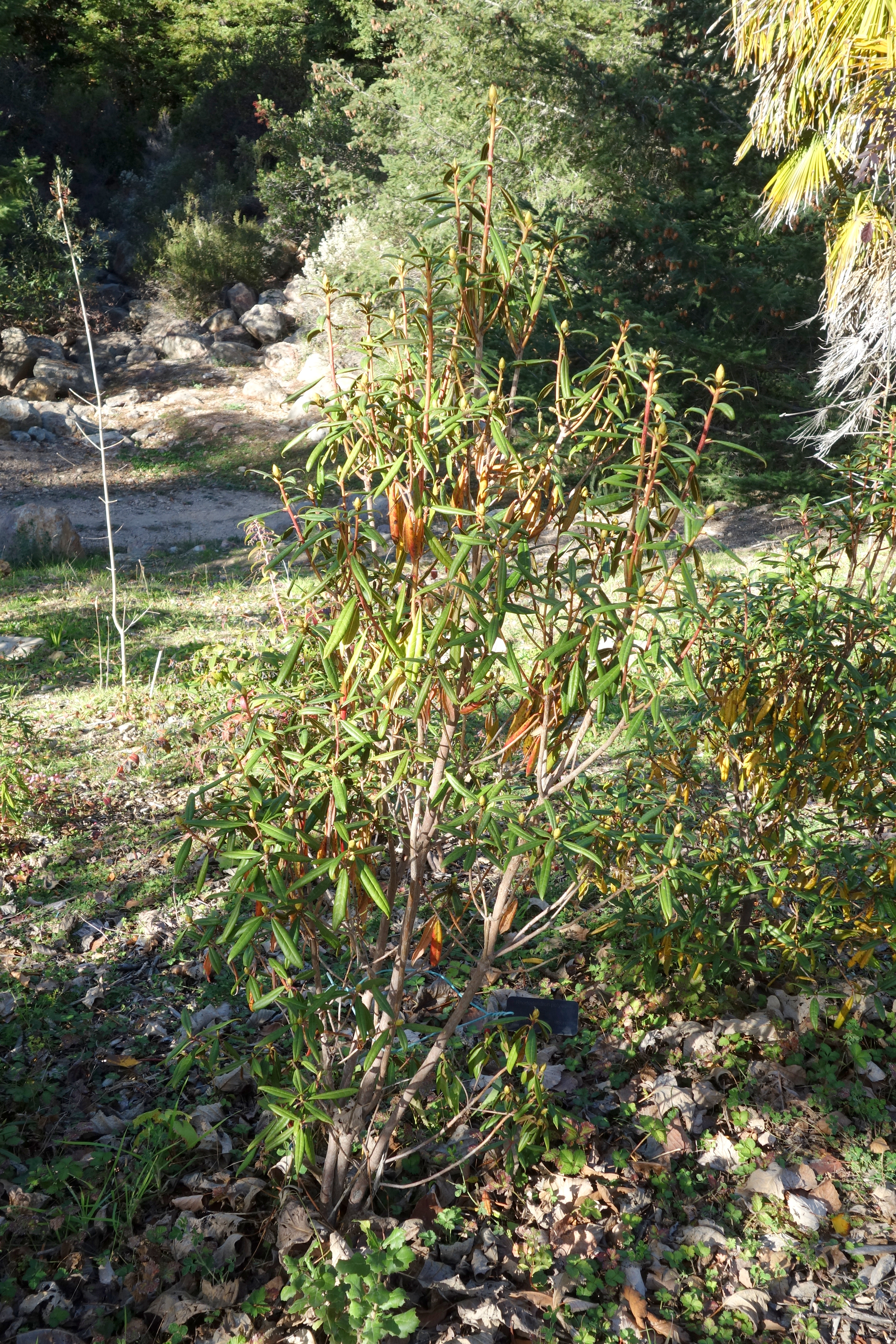
R. polylepis

Rhododendron polylepis est un arbuste ou petit arbre de 1 à 6 m de haut ; les jeunes rameaux sont longs et densément squameux (couverts d’écailles). Deux types d’écailles couvrent la plante : les plus petites marron clair, d’environ 230 microns, les plus grandes et les plus nombreuses, brun foncé, de 340 à 500 microns.
La feuille simple, portée par un pétiole parsemé d’écailles, de 5 à 10 mm de long, possède un limbe coriace, oblong ou oblong-lancéolé, de 4,5–11 cm de long sur 1,5–3 cm de large; la base est cunéiforme et l’apex aigu ou acuminé. Le revers (la surface abaxiale), est couvert d’écailles, inégales, les plus petites brun pâle, les plus grosses brunes, éparses; le dessus est vert foncé, avec des écailles d’abord denses puis rares.
L’inflorescence terminale ou parfois subterminale, ombellée ou courtement racémeuse, porte de 3 à 5 fleurs zygomorphe ; les pédicelles sont teintés de rouge, de 1–2 cm sont densément squameux ; les lobes du calice de 1–2 mm, sont triangulaires ou ondulés; la corolle campanulée est d’un rouge violé pâle ou profond, à l’intérieur sans taches, les lobes supérieurs avec des taches jaune pâle, de 2–3,5 cm ; les étamines inégales, sont plus longues que la corolle, l’ovaire est 5-loculaire, densément écailleux.
Le fruit est une capsule cylindrique, de 8 à 17 mm.
La floraison a lieu en avril-mai, la fructification de juin à août.

## Distribution et habitat
Rhododendron polylepis est une plante endémique de Chine (provinces du S Gansu, S Shaanxi, N au sud-ouest du Sichuan).
L’espèce pousse dans les fourrés, les forêts, entre 1 500 et 3 300 m.